# (3737) Beckman
(3737) Beckman (1983 PA) – planetoida z grupy przecinających orbitę Marsa okrążająca Słońce w ciągu 3,74 lat w średniej odległości 2,41 j.a. Odkryła ją Eleanor Helin 8 sierpnia 1983 roku.